# Полякова-Вшивцева, Елена
Еле́на Поляко́ва-Вши́вцева (эст. Jelena Poljakova-Všivtseva; род. 13 декабря 1972, Нарва, Эстонская ССР) — эстонская биатлонистка. Участница Зимних Олимпийских Игр в Альбервиле и Лиллехамере.

## Биография
Воспитанница нарвской спортшколы «Энергия».
Долгие годы была лидером женской сборной Эстонии по биатлону. На этапе Кубка мира в норвежском Лиллехаммере в 1992 году заняла 5-е место в индивидуальной гонке. Этот результат является самым высоким для эстонских биатлонисток. Причем если бы она не сделала два промаха на последней стрельбе, спортсменка выиграла бы гонку. Закончив карьеру биатлонистка стала работать старшим комиссаром бюро внутреннего контроля Департамента полиции и погранохраны. Также Полякова-Вшивцева принимает участие среди ветеранов в велосипедных и лыжных марафонах.

## Семья
Замужем за биатлонным тренером Вячеславом Евгениевичем Вшивцевым, которому она помогает в работе. Воспитывает двоих сыновей.